# Sabirna leća
Sabirna leća, ispupčena leća, konveksna leća ili konvergentna leća je optička leća koja je u sredini deblja nego s ruba. Sabirna leća je tijela ispupčena središta koja upadni paralelni snop svjetlosnih zraka skuplja u jednu točku, žarište, s druge strane leće. Sabirne leće mogu biti:
- bikonveksne,
- plankonveksne i
- konkavno-konveksne.

Sabirne leće su važan dio naočala, dalekozora, povećala, mikroskopa, kamera, projektora i ostalih optičkih uređaja i instrumenata.

## Vrste optičkih leća
Optička leća je providno staklo omeđeno s dvjema kuglinim plohama. Takva ploha koja odjeljuje dva sredstva različitog indeksa loma, na primjer zraka i stakla, zove se dioptrijska ploha ili dioptar. Pravac koji spaja središta zakrivljenosti obiju ploha zove se optička os leće. Dakle, optička os leće je pravac koji se podudara s osi simetrije leće i prolazi kroz središte zakrivljenosti. Leća koja je u sredini deblja nego s ruba zove se ispupčena ili konveksna leća, a leća koja je u sredini tanja nego s ruba, zove se udubljena ili konkavna leća. 
Ispupčena ili konveksna leća može biti bikonveksna kada su joj obje plohe ispupčene, plankonveksna kada joj je jedna strana ravna, a druga ispupčena i konkavkonveksna ako joj je jedna strana udubljena, a druga ispupčena. Udubljena ili konkavna leća može biti bikonkavna ako su joj obje plohe udubljene, plankonkavna ako joj je jedna ploha ravna, a druga udubljena, konvekskonkavna kada joj je jedna strana ispupčena, a druga udubljena. 
Zraka svjetlosti koja prolazi kroz leću lomi se dvaput, to jest na prvoj i drugoj sfernoj plohi. Zraka koja ide uzduž optičke osi leće prolazi kroz leću nelomljena, jer je srednji dio leće planparalelna ploča. Pramen zraka Sunca ili bilo kojeg udaljenog izvora svjetlosti skupit će se nakon loma kroz konveksnu leću u jednoj točki iza leće koja se zove žarište ili fokus. Zbog toga se konveksna leća zove i leća sabirača. U to se možemo uvjeriti ako sabirnu leću okrenemo prema Suncu. Paralelne Sunčeve zrake sastat će se nakon loma u leći u žarištu, pa se tu može na primjer zapaliti šibica. Izlaze li zrake iz žarišta leće one će se lomiti tako da izlaze paralelno s optičkom osi. 
Kod loma kroz konkavnu leću paralelne zrake se rašire na sve strane kao da dolaze iz jedne točke, žarišta. Zato se konkavna leća zove i leća rastresača. Obrnuto, zrake koje su uperene prema stražnjem žarištu konkavne leće izlaze nakon loma paralelne s optičkom osi. 
Način kako leća lomi zrake svjetlosti možemo protumačiti tako da uzmemo kao da je leća sastavljena od malih prizama. Prizma lomi zrake svjetlosti prema debljem kraju. Optičko središte leće je točka koja se nalazi na osi leće, i to kod simetrične bikonveksne i bikonkavne leće u središnjoj ravnini, a kod plankonveksne i plankonkavne leće u tjemenu zakrivljene plohe. Dakle, središte leće je točka unutar leće u kojoj se nijedna zraka ne lomi. Zraka svjetlosti koja prolazi koso kroz optičko središte neće se otkloniti jer je taj dio leće planparalelna ploča. Ta se zraka zove glavna zraka. 
Simetrična bikonveksna i bikonkavna leća ima dva žarišta koja leže simetrično s obzirom na optičko središte. Udaljenost f žarišta (fokusa) od optičkog središta zove se žarišna daljina. Žarišna daljina ovisi o ondeksu loma materijala, od koje je leća, i od polumjera zakrivljenosti. Što je veći indeks loma, a manji polumjer zakrivljenosti, to je manja žarišna daljina. 
Važno je svojstvo konveksne leće da se pramen zraka koji izlazi iz neke točke sastaje nakon loma ponovo u jednoj točki. Pomakne li se svijetla točka po luku u drugu točku i njezina slika će se pomaknuti u drugu točku.

## Tanka sabirna leća

### Predmet se nalazi izvan dvostruke žarišne daljine
Da nađemo njegovu sliku, povući ćemo paralelne zrake s optičkom osi. Te zrake nakon loma prolaze kroz žarište. Glavne zrake povučene iz istih točaka prolaze kroz leću nepromijenjene. Presjecište tih zraka daje sliku predmeta koja se može uhvatiti na zastoru. Prema tome možemo reći: Nalazi li se predmet izvan dvostruke žarišne daljine sabirne leće, slika predmeta je obrnuta, umanjena i realna, a nalazi se između žarišta i dvostruke žarišne daljine.

### Predmet se nalazi u dvostrukoj žarišnoj daljini
Sliku predmeta dobijemo na već opisani način, pa možemo stvoriti zaključak: Nalazi li se predmet u dvostrukoj žarišnoj daljini sabirne leće, slika je iste veličine kao i predmet, ali obrnuta i realna, a nalazi se također u dvostrukoj žarišnoj daljini.

### Predmet se nalazi između žarišta i dvostruke žarišne daljine
Ako je predmet između žarišta i dvostruke žarišne daljine sabirne leće, slika je povećana, obrnuta i realna, a nalazi se izvan dvostruke žarišne daljine.

### Predmet se nalazi u žarištu
Slika se u tom slučaju ne može konstruirati i kažemo da se nalazi u neizmjernosti.

### Predmet se nalazi između leće i žarišta
Pomoću svojstvenih zraka crtnjom dobijemo sliku predmeta koja se nalazi na istoj strani gdje i predmet. Ta se slika ne može uhvatiti na zastoru, pa se zove prividna ili virtualna. Nalazi li se predmet između sabirne leće i njenog žarišta, slika je prividna, povećana i uspravna. 

## Vanjske poveznice
|  | Zajednički poslužitelj ima stranicu o temi Leće |